# Celestin du Pré
Celestin Gaspar Joseph du Pré (Bergen (België), 18 april 1761 - Luik, 24 februari 1837) was een Zuid-Nederlands politicus uit de familie Du Pré.
Du Pré werd licentiaat in de rechten en advocaat in Namen. Hij werd vervolgens griffier bij de strafrechtbank, procureur des Konings in Namen en raadsheer bij het hof van beroep in Luik. Onder het Franse keizerrijk was hij lid van het Corps législatif.
Hij trouwde in 1784 met Anne-Marie Peeters (1759-1838). Hij werd in 1828, onder het Verenigd Koninkrijk der Nederlanden, erkend in de erfelijke adel.  